# ククサ

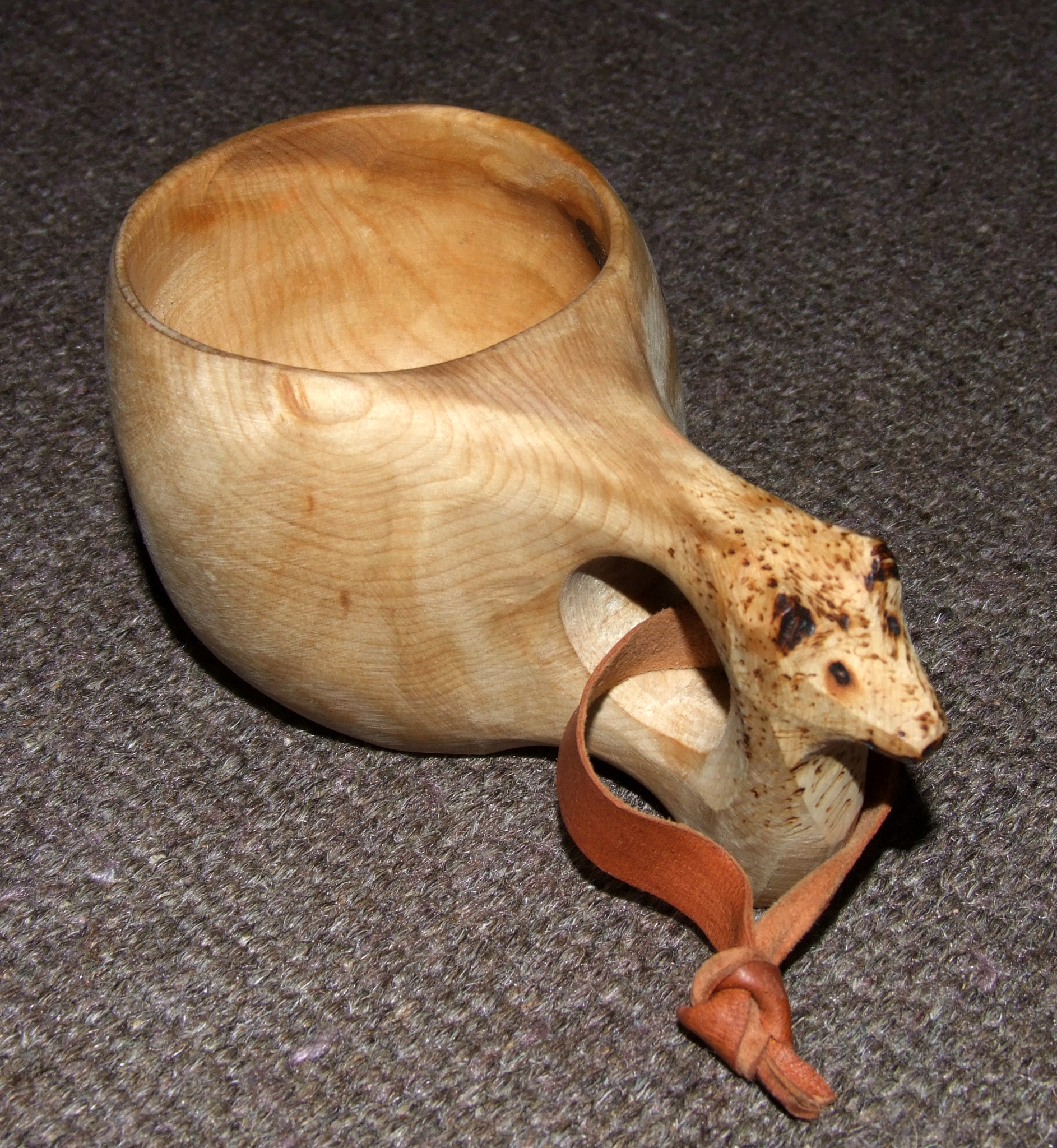
観光客向けに作られたお土産用のククサ

ククサ（フィンランド語: kuksa、スウェーデン語: kåsa）はマグカップの一種である。伝統的にはスカンジナビア北部のサーミ人による木工技術、ドウジによって樺のふしこぶから作られる。

## 作り方
まず節瘤から大まかな形を削り出し、それをひびが入らないように丁寧に乾燥させる。その後地域ごとの特色を示す形に成形する。節瘤から作られたものはそうでない物よりも長持ちする。もともとククサは北極圏地域では普段使いのカップとして広く用いられていた。出来のよい物は生涯を通して使うことができる。

## メンテナンス
洗剤はククサを傷めると考えられている。そのため通常、使った後にはきれいな水ですすぐだけにとどめ、布で水気を拭く。

## 現代のククサ

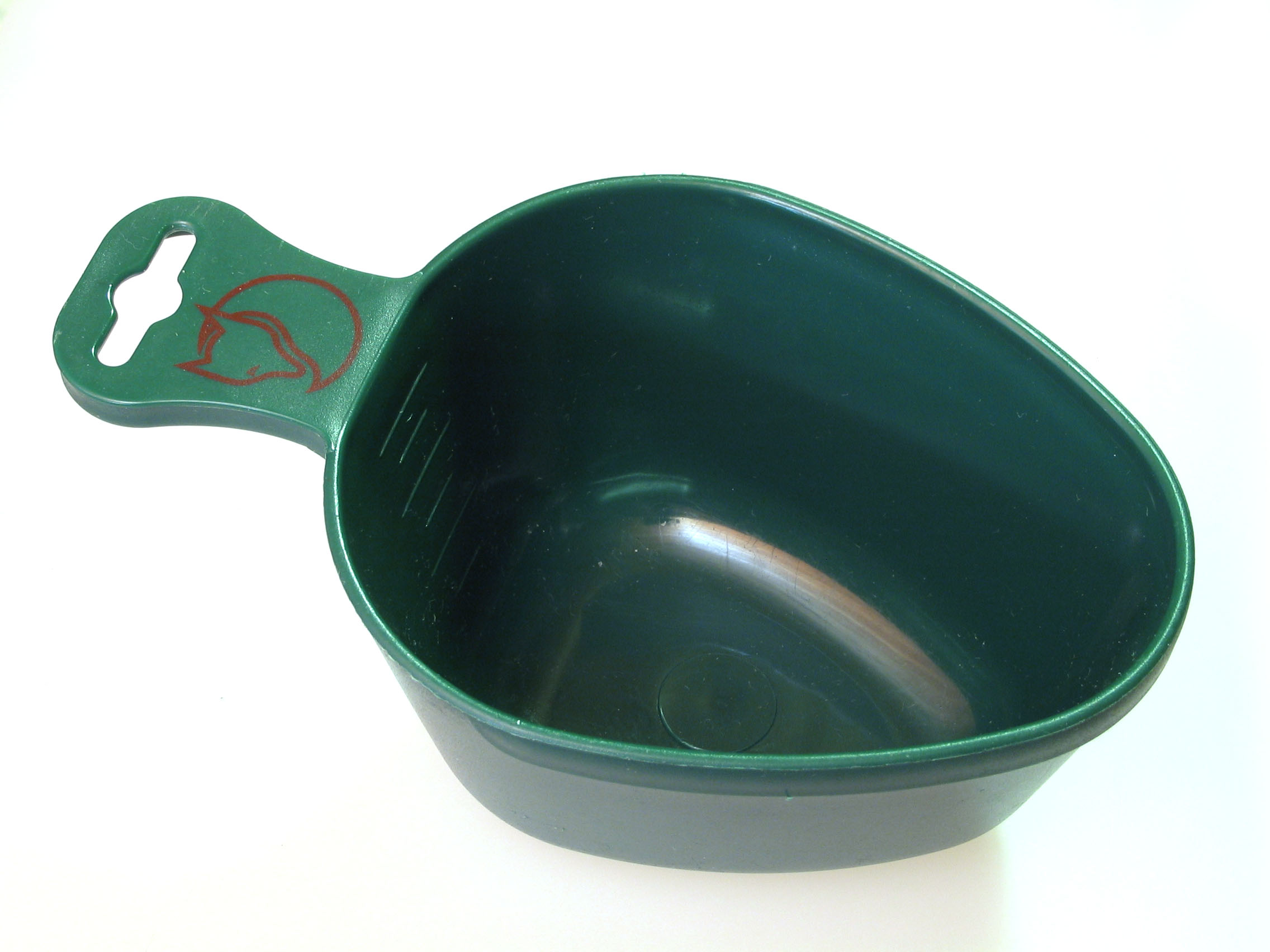
プラスチックのククサ

今日ではスカンジナビア北部以外で伝統的なククサを見つけることは難しい。管理林業により樺の節瘤を見ることが少なくなったことが理由のひとつと考えられている。またガラスや陶器の普及により、かつて産業として成立していたドウジ（伝統的な木工）も廃れ、現在では趣味の技術として考えられている。